# Илирийски език
Илирийският език е мъртъв индоевропейски език, който се е говорел в западната част на Балканския полуостров, на територията където са живеели илирийските племена. Тази територия съвпада с територията на днешните Словения, Хърватия, Босна и Херцеговина и Черна Гора. Езикът изчезва по време на римската колонизация на Балканите. До наше време са запазени много малко сведения за този език (преки данни и текстове отсъстват) и затова е много трудно да се направи класификация на илирийския език и да се определи с точност неговото място сред индоевропейските езици.

## Класификация
Илирийският език традиционно се счита за част от индоевропейското езиково семейство. Някои учени го поставят в групата на т.нар. палеобалкански езици, заедно с тракийския, дакийския и други. Връзката между тези езици обаче не е напълно изяснена, а някои хипотези свързват илирийския с протоалбанския, макар че доказателствата са недостатъчни.